# 하랄 T. 네스비크

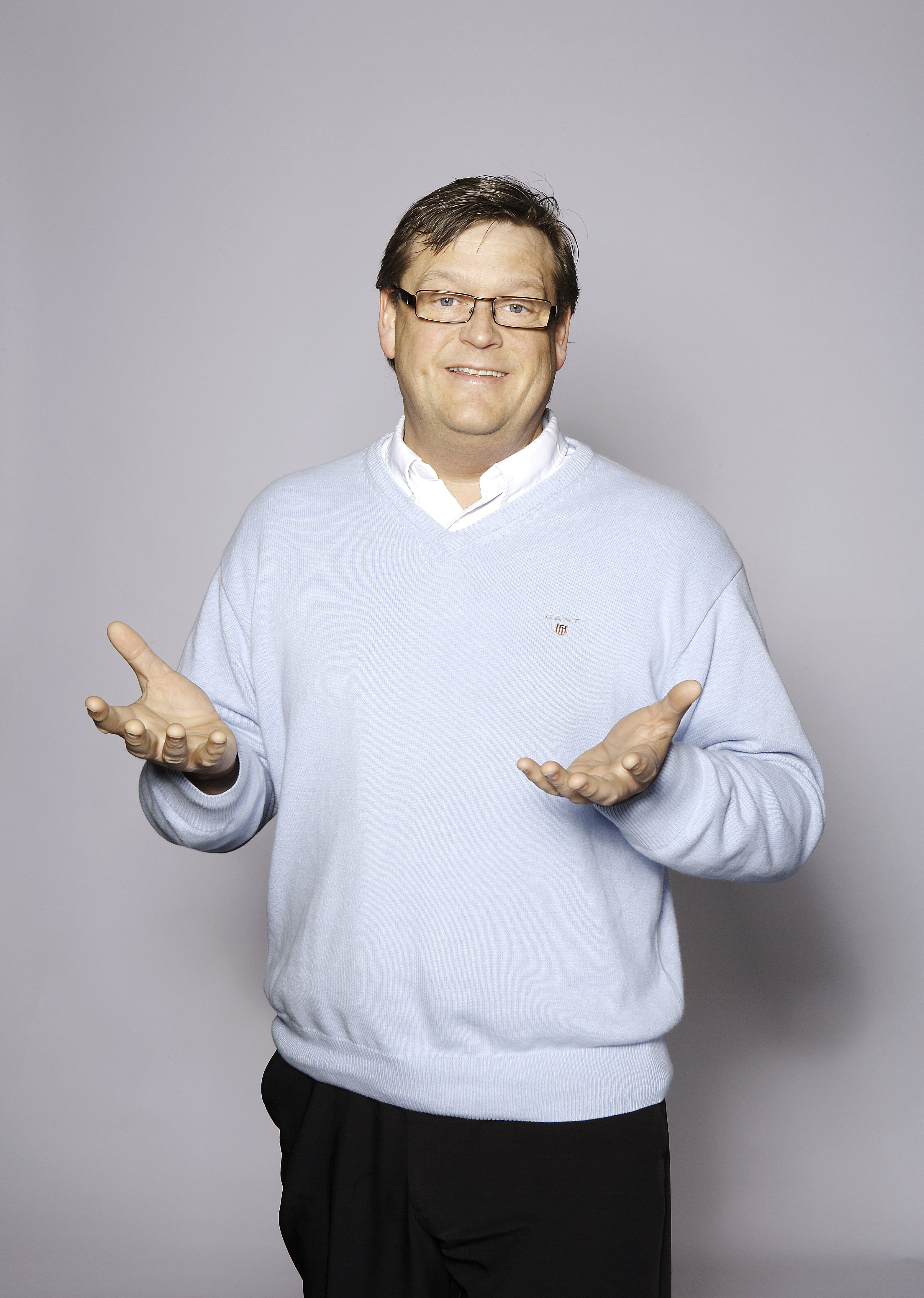
하랄 T. 네스비크

하랄 T. 네스비크(노르웨이어: Harald T. Nesvik, 1966년 3월 4일 올레순 ~ )는 노르웨이의 정치인이다. 2013년 진보당 의장을 역임하고 있다.